# La Bassée
La Bassée ist eine französische Stadt mit 6678 Einwohnern (Stand 1. Januar 2022) im Département Nord in der Region Hauts-de-France. Sie gehört zum Arrondissement Lille und zum Kanton Annœullin.

## Geographie
Die Stadt La Bassée liegt rund 20 Kilometer südwestlich von Lille, 13 Kilometer nördlich von Lens und zehn Kilometer östlich von Béthune. Sie ist umgeben von Feuchtgebieten und Wäldern.

## Verkehrsanbindung
La Bassée liegt an der N 47 und am Canal d’Aire als Teil des Großschifffahrtsweges Dünkirchen-Schelde.

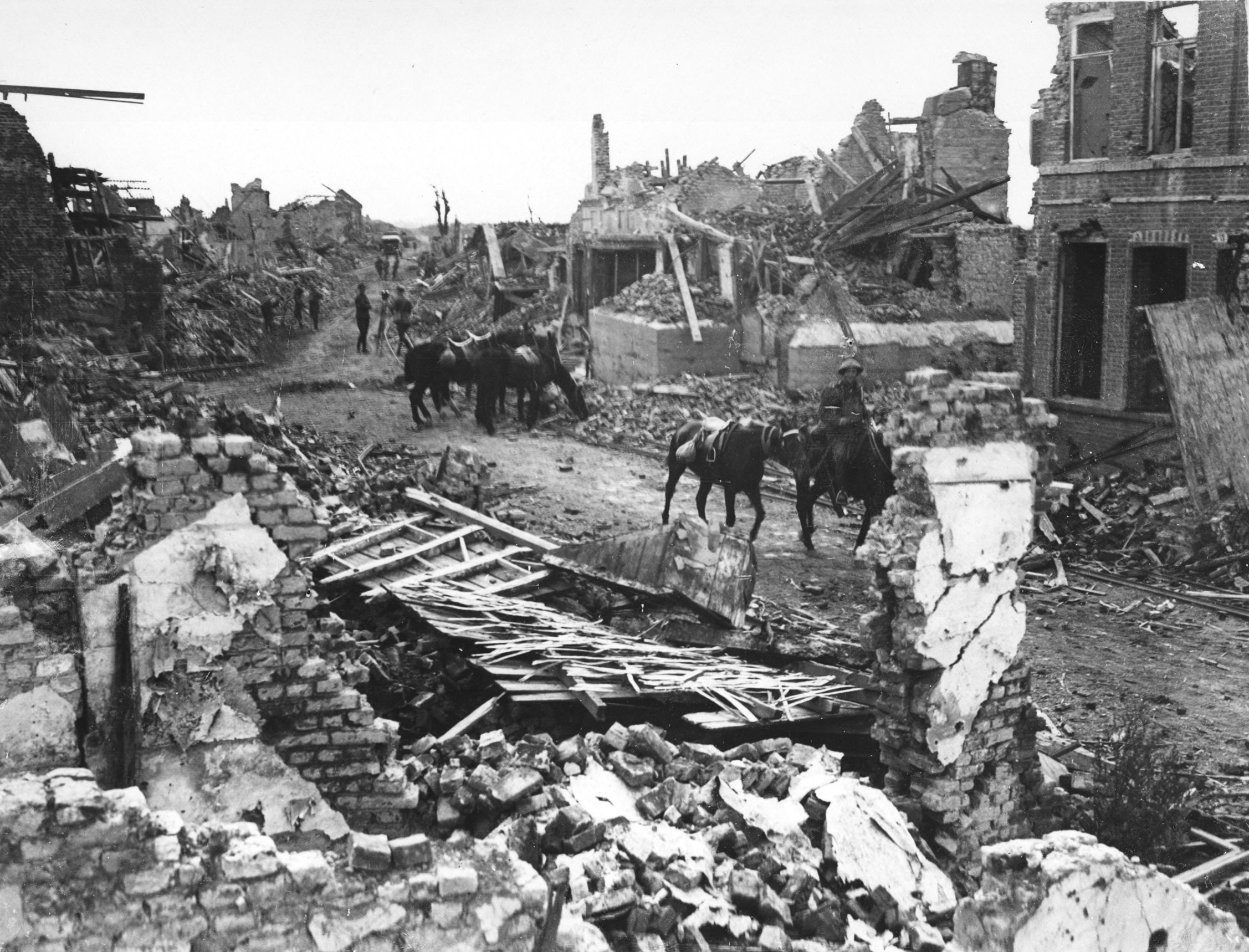
Zerstörte Stadt 1914

## Geschichte
Im Mittelalter war der Ort mit einer Befestigungsanlage gesichert, zu der mehrere Bastionen gehörten. Im Ersten Weltkrieg fanden in der Nähe die Schlacht von La Bassée (1914) und die Lorettoschlacht (1915) statt.

### Bevölkerungsentwicklung
| Jahr                       | 1962 | 1968 | 1975 | 1982 | 1990 | 1999 | 2006 | 2011 | 2020 |
| Einwohner                  | 5355 | 5463 | 6025 | 6319 | 6017 | 5914 | 5888 | 6304 | 6565 |
| Quellen: Cassini und INSEE |      |      |      |      |      |      |      |      |      |

## Sehenswürdigkeiten

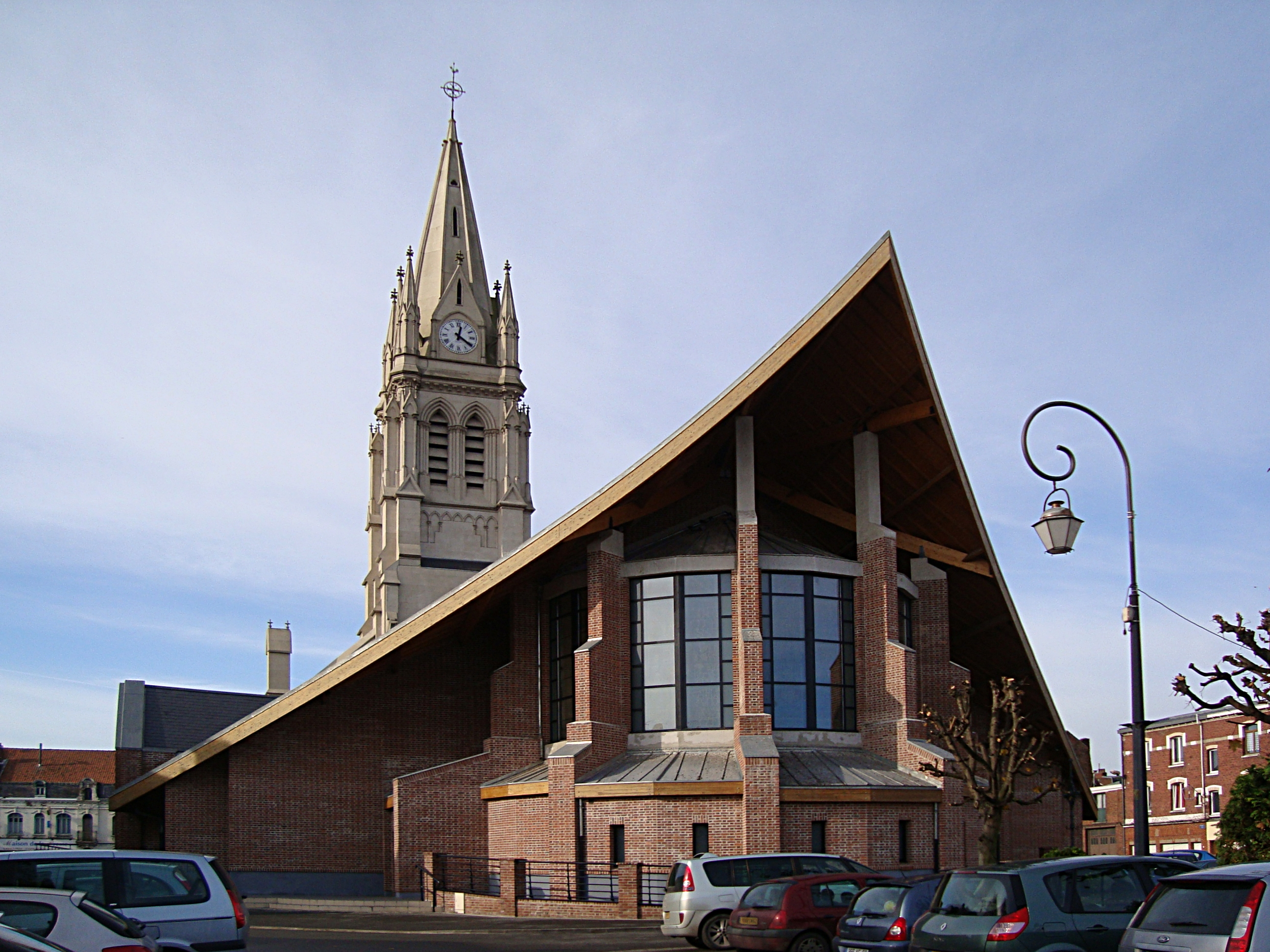
Kirche Saint-Vaast

Zu den Sehenswürdigkeiten gehört die Kirche, die dem Heiligen Vedast (Saint-Vaast) gewidmet ist und aus einem neogotischen Turm mit modernem Kirchenschiff besteht.

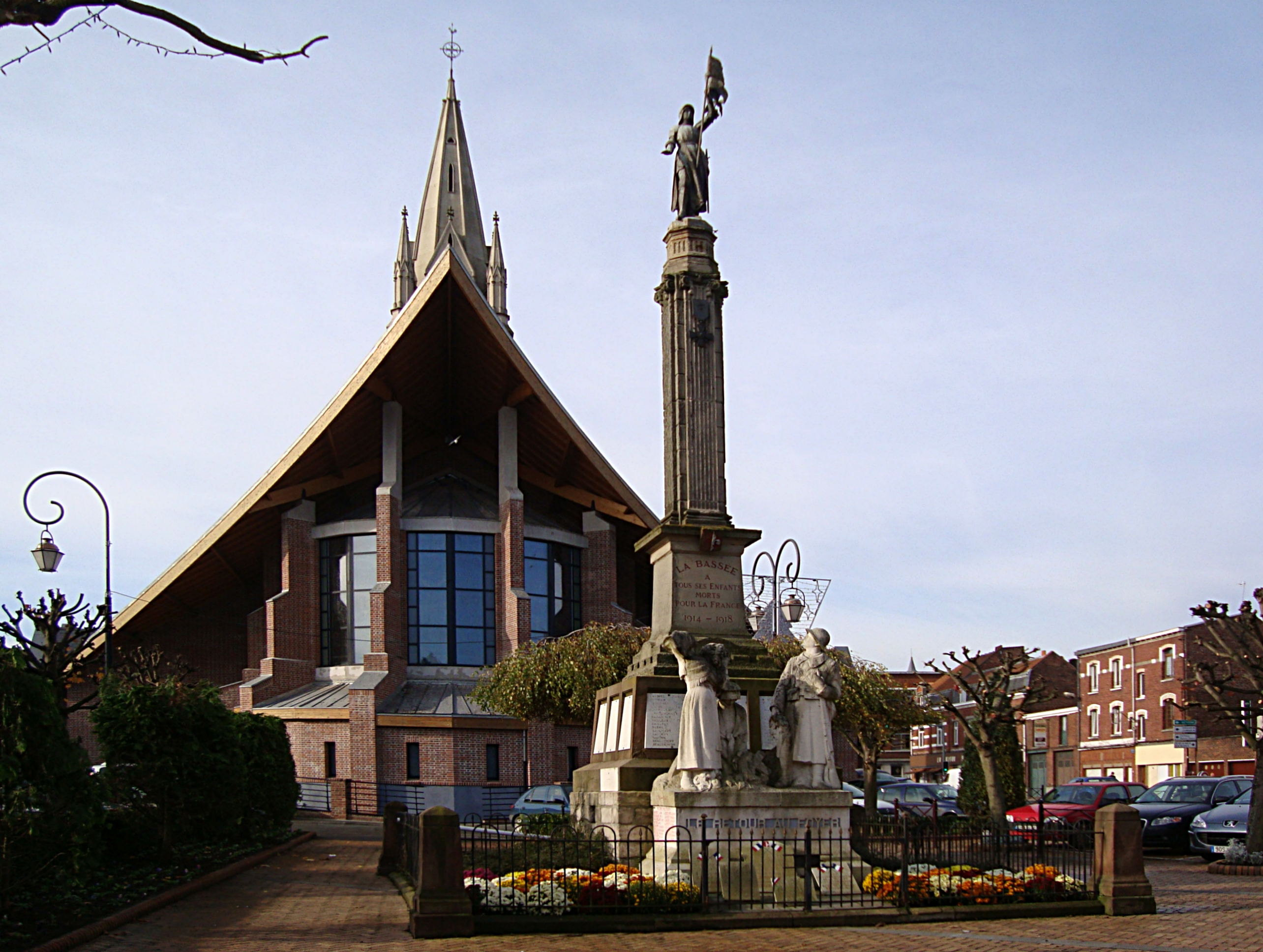
Gefallenendenkmal
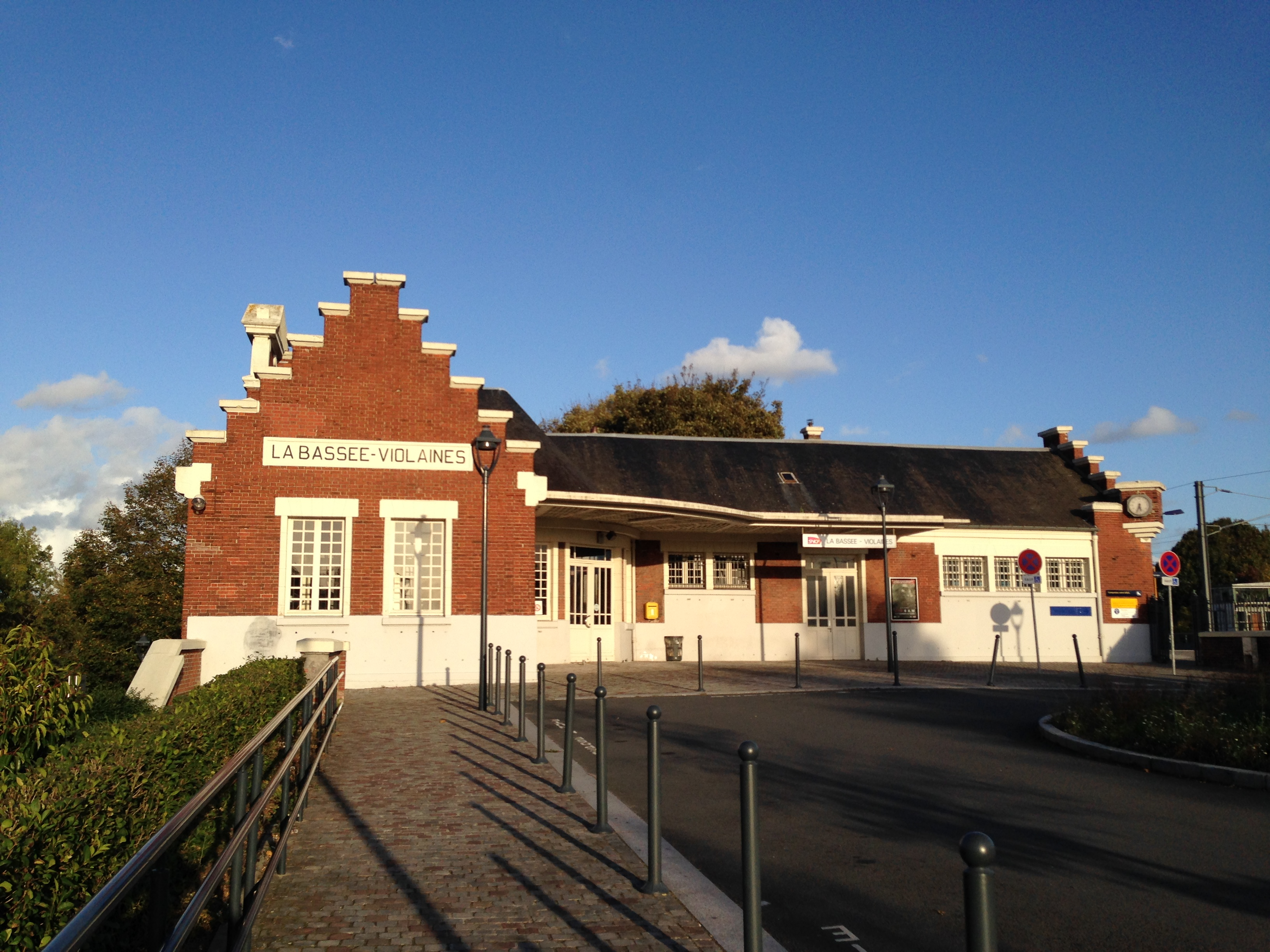
Bahnhof La Bassée-Violaines
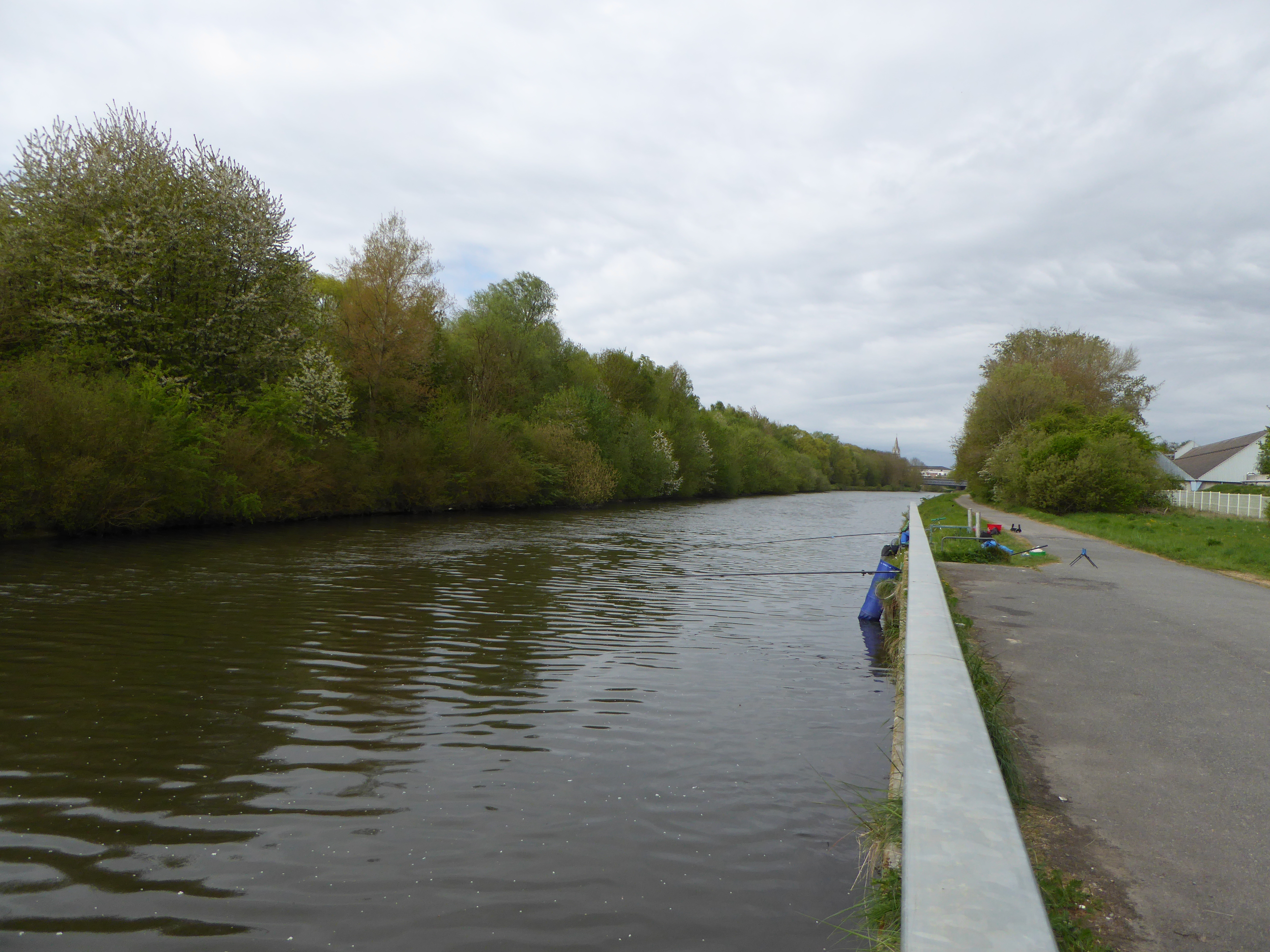
Canal d’Aire in La Bassée

## Persönlichkeiten
- Louis-Léopold Boilly (1761–1845), Maler und Lithograf
- René Féret (1945–2015), Schauspieler und Filmregisseur
- Jean-Luc Garin (* 1969), katholischer Geistlicher, Bischof von Saint-Claude